# 日野宿
日野宿（ひのじゅく）は、甲州街道の5番目の宿場町であり、東京都日野市の前身である。
宿場町として開かれたのは江戸時代初期の1605年（慶長10年）のことで、八王子宿を整備した大久保長安の手による。前後の宿場は、府中宿 = 日野宿 = 八王子宿となっている。甲州街道は幾度か経路の変遷があるが、1685年以降、日野橋の開通までは、日野の渡しで多摩川を越え、現在の道路では東京都道149号立川日野線を南下し、新奥多摩街道入口信号で右折して東京都道256号八王子国立線を西進、日野駅前東交差点北側の日野不動産裏を左折して日野自動車手前で現甲州街道に合流する道筋だった。伝馬囲い五人五疋、多摩川の日野の渡し（渡船場）を管轄していた。
1889年（明治22年）に町村制が施行された時点では、日野宿という名称のまま神奈川県南多摩郡の自治体となったが、東京府への移管後に日野町へ改称され、1963年に日野市となった。

## 日野宿本陣
日野本町の本陣跡には、本陣としては東京都内で唯一遺された当時の建物が建っている。日野市は史跡に指定しており、市は耐震補強などのための構造調査と改修を計画している。
その前の、現在は駐車場になっている辺りにあった長屋門を改装して佐藤彦五郎が天然理心流の道場を開いた。この道場で剣術を教えていたのがのちの新選組局長近藤勇である。近藤と土方歳三、沖田総司、井上源三郎、山南敬助ら新選組主要メンバーはここで出会った。この向かいに問屋場と高札場があったが、現在は石碑が建つのみである。

## 日野の千人同心
- 日野義貴 - 寺子屋教育者。
- 日野義順 - 義貴の子、後に彰義隊参加。
- 井上松五郎 - 井上源三郎の兄、最後の日光勤番を務めた。